# Municipalité de San Dimas
San Dimas est une des 39 municipalités, de l'état de Durango au nord-ouest du Mexique. Le chef-lieu est Tayoltita. La municipalité a une superficie de 5620,5 km².
En 2010, la population totale est de 19 691, en croissance depuis 2005 avec 19 303.
La municipalité compte 590 localités. Les plus importantes sont (avec la population de 2010 entre parenthèses) : Tayoltita (5124), classifiée urbaine, et San Miguel de Cruces (1816), classifiée rurale.